# Munnozia rusbyi
Munnozia rusbyi là một loài thực vật có hoa trong họ Cúc. Loài này được (Britton) Britton ex Rusby mô tả khoa học đầu tiên năm 1927.